# Coupe Davis 1946
Pour un article plus général, voir Coupe Davis.
Navigation
Édition précédente Édition suivante
La Coupe Davis 1946 est la 35e édition de ce tournoi de tennis professionnel masculin par nations. Les rencontres se déroulent du 2 mai au 30 décembre dans différents lieux.
Les États-Unis (finalistes sortant) remporte leur 13e saladier d'argent grâce à leur victoire lors du "Challenge Round" face à l'Australie (tenante du titre) par cinq victoires à zéro.

## Contexte
Le tournoi se déroule au préalable dans les tours préliminaires de la "Zone Europe". Un total de 21 nations participent à la compétition :
- 5 dans la "Zone Amérique",
- 15 dans la "Zone Europe" (incluant l'Afrique),
- plus l'Australie ayant remporté l'édition précédente, ainsi qualifiée pour le "Challenge round".

## Déroulement du tournoi

### Nouveauté
Il s'agit de la 1re édition sous son nom actuel : Coupe Davis. Auparavant connue comme le International Lawn Tennis Challenge (en français "défi international de tennis sur gazon"), la compétition fut renommée en hommage à son créateur : Dwight Davis mort l'année précédente.

### Compétition
Les États-Unis remporte un 13e titre grâce à leur victoire dans le Challenge Round face à l'Australie à Melbourne. L'épreuve se déroule sept ans après la dernière édition en raison d'une interruption due à la Seconde Guerre mondiale.
Les tenants du titre Australiens retrouvent comme en 1939 les Américains. Quatre joueurs sont de nouveaux présents : Frank Parker, Jack Kramer, John Bromwich et Adrian Quist. Emmenés par Kramer, récemment sacré aux championnats des États-Unis, les américains s'imposent facilement sans perdre une seule rencontre.
En finale interzone, les États-Unis battent 5 à 0 la Suède à Forest Hills représentée par Lennart Bergelin et Torsten Johansson.

## Résultats

### Tableau du top 16 mondial
|  | Huitièmes de finale Plusieurs dates                                          | Huitièmes de finale Plusieurs dates                                                |                                                                                   |                                  | Quarts de finale Plusieurs dates                                       | Quarts de finale Plusieurs dates                                       |  |  | Demi-finales Plusieurs dates                                       | Demi-finales Plusieurs dates                                       |  |  | Finale du tout venant 13 - 15 septembre          | Finale du tout venant 13 - 15 septembre          |
|  | Huitièmes de finale Plusieurs dates                                          | Huitièmes de finale Plusieurs dates                                                |                                                                                   |                                  | Quarts de finale Plusieurs dates                                       | Quarts de finale Plusieurs dates                                       |  |  | Demi-finales Plusieurs dates                                       | Demi-finales Plusieurs dates                                       |  |  | Finale du tout venant 13 - 15 septembre          | Finale du tout venant 13 - 15 septembre          |
|  |                                                                              |                                                                                    |                                                                                   |                                  |                                                                        |                                                                        |  |  |                                                                    |                                                                    |  |  |                                                  |                                                  |
|  | Quart de finale Europe (24 - 26 mai) Stockholm, Suède (terre battue ext.)    | Quart de finale Europe (24 - 26 mai) Stockholm, Suède (terre battue ext.)          |                                                                                   |                                  | Demi-finale Europe (12 - 14 juin) Stockholm, Suède (terre battue ext.) | Demi-finale Europe (12 - 14 juin) Stockholm, Suède (terre battue ext.) |  |  | Finale Europe (14 - 17 juillet) Varberg, Suède (terre battue ext.) | Finale Europe (14 - 17 juillet) Varberg, Suède (terre battue ext.) |  |  | Inter-zone New York, NY, États-Unis (gazon ext.) | Inter-zone New York, NY, États-Unis (gazon ext.) |
|  | Quart de finale Europe (24 - 26 mai) Stockholm, Suède (terre battue ext.)    | Quart de finale Europe (24 - 26 mai) Stockholm, Suède (terre battue ext.)          |                                                                                   |                                  | Demi-finale Europe (12 - 14 juin) Stockholm, Suède (terre battue ext.) | Demi-finale Europe (12 - 14 juin) Stockholm, Suède (terre battue ext.) |  |  | Finale Europe (14 - 17 juillet) Varberg, Suède (terre battue ext.) | Finale Europe (14 - 17 juillet) Varberg, Suède (terre battue ext.) |  |  | Inter-zone New York, NY, États-Unis (gazon ext.) | Inter-zone New York, NY, États-Unis (gazon ext.) |
|  | Irlande                                                                      | 0                                                                                  |                                                                                   |                                  | Demi-finale Europe (12 - 14 juin) Stockholm, Suède (terre battue ext.) | Demi-finale Europe (12 - 14 juin) Stockholm, Suède (terre battue ext.) |  |  | Finale Europe (14 - 17 juillet) Varberg, Suède (terre battue ext.) | Finale Europe (14 - 17 juillet) Varberg, Suède (terre battue ext.) |  |  | Inter-zone New York, NY, États-Unis (gazon ext.) | Inter-zone New York, NY, États-Unis (gazon ext.) |
|  | Irlande                                                                      | 0                                                                                  |                                                                                   |                                  | Demi-finale Europe (12 - 14 juin) Stockholm, Suède (terre battue ext.) | Demi-finale Europe (12 - 14 juin) Stockholm, Suède (terre battue ext.) |  |  | Finale Europe (14 - 17 juillet) Varberg, Suède (terre battue ext.) | Finale Europe (14 - 17 juillet) Varberg, Suède (terre battue ext.) |  |  | Inter-zone New York, NY, États-Unis (gazon ext.) | Inter-zone New York, NY, États-Unis (gazon ext.) |
|  | Suède                                                                        | 5                                                                                  |                                                                                   |                                  | Demi-finale Europe (12 - 14 juin) Stockholm, Suède (terre battue ext.) | Demi-finale Europe (12 - 14 juin) Stockholm, Suède (terre battue ext.) |  |  | Finale Europe (14 - 17 juillet) Varberg, Suède (terre battue ext.) | Finale Europe (14 - 17 juillet) Varberg, Suède (terre battue ext.) |  |  | Inter-zone New York, NY, États-Unis (gazon ext.) | Inter-zone New York, NY, États-Unis (gazon ext.) |
|  | Suède                                                                        | 5                                                                                  | Suède                                                                             | 4                                |                                                                        |                                                                        |  |  | Finale Europe (14 - 17 juillet) Varberg, Suède (terre battue ext.) | Finale Europe (14 - 17 juillet) Varberg, Suède (terre battue ext.) |  |  | Inter-zone New York, NY, États-Unis (gazon ext.) | Inter-zone New York, NY, États-Unis (gazon ext.) |
|  | Quart de finale Europe (24 - 26 mai) Bruxelles, Belgique (terre battue ext.) |                                                                                    | Suède                                                                             | 4                                |                                                                        |                                                                        |  |  | Finale Europe (14 - 17 juillet) Varberg, Suède (terre battue ext.) | Finale Europe (14 - 17 juillet) Varberg, Suède (terre battue ext.) |  |  | Inter-zone New York, NY, États-Unis (gazon ext.) | Inter-zone New York, NY, États-Unis (gazon ext.) |
|  |                                                                              | Belgique                                                                           | 1                                                                                 |                                  |                                                                        |                                                                        |  |  | Finale Europe (14 - 17 juillet) Varberg, Suède (terre battue ext.) | Finale Europe (14 - 17 juillet) Varberg, Suède (terre battue ext.) |  |  | Inter-zone New York, NY, États-Unis (gazon ext.) | Inter-zone New York, NY, États-Unis (gazon ext.) |
|  | Belgique                                                                     | Belgique                                                                           | 1                                                                                 | 3                                |                                                                        |                                                                        |  |  | Finale Europe (14 - 17 juillet) Varberg, Suède (terre battue ext.) | Finale Europe (14 - 17 juillet) Varberg, Suède (terre battue ext.) |  |  | Inter-zone New York, NY, États-Unis (gazon ext.) | Inter-zone New York, NY, États-Unis (gazon ext.) |
|  | Belgique                                                                     | Demi-finale Europe (9 - 11 juin) Paris, France (terre battue ext.)                 |                                                                                   | 3                                |                                                                        |                                                                        |  |  | Finale Europe (14 - 17 juillet) Varberg, Suède (terre battue ext.) | Finale Europe (14 - 17 juillet) Varberg, Suède (terre battue ext.) |  |  | Inter-zone New York, NY, États-Unis (gazon ext.) | Inter-zone New York, NY, États-Unis (gazon ext.) |
|  | Chili                                                                        | 2                                                                                  |                                                                                   |                                  |                                                                        |                                                                        |  |  | Finale Europe (14 - 17 juillet) Varberg, Suède (terre battue ext.) | Finale Europe (14 - 17 juillet) Varberg, Suède (terre battue ext.) |  |  | Inter-zone New York, NY, États-Unis (gazon ext.) | Inter-zone New York, NY, États-Unis (gazon ext.) |
|  | Chili                                                                        | 2                                                                                  | Suède                                                                             | 3                                |                                                                        |                                                                        |  |  |                                                                    |                                                                    |  |  | Inter-zone New York, NY, États-Unis (gazon ext.) | Inter-zone New York, NY, États-Unis (gazon ext.) |
|  | Quart de finale Europe (24 - 26 mai) Montreux, Suisse (???)                  |                                                                                    | Suède                                                                             | 3                                |                                                                        |                                                                        |  |  |                                                                    |                                                                    |  |  | Inter-zone New York, NY, États-Unis (gazon ext.) | Inter-zone New York, NY, États-Unis (gazon ext.) |
|  |                                                                              | Yougoslavie                                                                        | 2                                                                                 |                                  |                                                                        |                                                                        |  |  |                                                                    |                                                                    |  |  | Inter-zone New York, NY, États-Unis (gazon ext.) | Inter-zone New York, NY, États-Unis (gazon ext.) |
|  | France                                                                       | Yougoslavie                                                                        | 2                                                                                 | 3                                |                                                                        |                                                                        |  |  |                                                                    |                                                                    |  |  | Inter-zone New York, NY, États-Unis (gazon ext.) | Inter-zone New York, NY, États-Unis (gazon ext.) |
|  | France                                                                       | Finale Amériques (29 juin - 1er juillet) South Orange, NJ, États-Unis (gazon ext.) |                                                                                   | 3                                |                                                                        |                                                                        |  |  |                                                                    |                                                                    |  |  | Inter-zone New York, NY, États-Unis (gazon ext.) | Inter-zone New York, NY, États-Unis (gazon ext.) |
|  | Suisse                                                                       | 2                                                                                  |                                                                                   |                                  |                                                                        |                                                                        |  |  |                                                                    |                                                                    |  |  | Inter-zone New York, NY, États-Unis (gazon ext.) | Inter-zone New York, NY, États-Unis (gazon ext.) |
|  | Suisse                                                                       | 2                                                                                  | France                                                                            | 2                                |                                                                        |                                                                        |  |  |                                                                    |                                                                    |  |  | Inter-zone New York, NY, États-Unis (gazon ext.) | Inter-zone New York, NY, États-Unis (gazon ext.) |
|  | Quart de finale Europe (24 - 26 mai) Prague, Tchécoslovaquie (???)           |                                                                                    | France                                                                            | 2                                |                                                                        |                                                                        |  |  |                                                                    |                                                                    |  |  | Inter-zone New York, NY, États-Unis (gazon ext.) | Inter-zone New York, NY, États-Unis (gazon ext.) |
|  |                                                                              | Yougoslavie                                                                        | 3                                                                                 |                                  |                                                                        |                                                                        |  |  |                                                                    |                                                                    |  |  | Inter-zone New York, NY, États-Unis (gazon ext.) | Inter-zone New York, NY, États-Unis (gazon ext.) |
|  | Yougoslavie                                                                  | Yougoslavie                                                                        | 3                                                                                 | 3                                |                                                                        |                                                                        |  |  |                                                                    |                                                                    |  |  | Inter-zone New York, NY, États-Unis (gazon ext.) | Inter-zone New York, NY, États-Unis (gazon ext.) |
|  | Yougoslavie                                                                  | Demi-finale Amériques (13 - 15 juin) Montréal, Canada (gazon ext.)                 |                                                                                   | 3                                |                                                                        |                                                                        |  |  |                                                                    |                                                                    |  |  | Inter-zone New York, NY, États-Unis (gazon ext.) | Inter-zone New York, NY, États-Unis (gazon ext.) |
|  | Tchécoslovaquie                                                              | 2                                                                                  |                                                                                   |                                  |                                                                        |                                                                        |  |  |                                                                    |                                                                    |  |  | Inter-zone New York, NY, États-Unis (gazon ext.) | Inter-zone New York, NY, États-Unis (gazon ext.) |
|  | Tchécoslovaquie                                                              | 2                                                                                  | Suède                                                                             | 0                                |                                                                        |                                                                        |  |  |                                                                    |                                                                    |  |  |                                                  |                                                  |
|  |                                                                              |                                                                                    | Suède                                                                             | 0                                |                                                                        |                                                                        |  |  |                                                                    |                                                                    |  |  |                                                  |                                                  |
|  |                                                                              | États-Unis                                                                         | 5                                                                                 |                                  |                                                                        |                                                                        |  |  |                                                                    |                                                                    |  |  |                                                  |                                                  |
|  | Canada                                                                       | États-Unis                                                                         | 5                                                                                 |                                  |                                                                        |                                                                        |  |  |                                                                    |                                                                    |  |  |                                                  |                                                  |
|  |                                                                              |                                                                                    |                                                                                   |                                  |                                                                        |                                                                        |  |  |                                                                    |                                                                    |  |  |                                                  |                                                  |
|  | Bye                                                                          |                                                                                    |                                                                                   |                                  |                                                                        |                                                                        |  |  |                                                                    |                                                                    |  |  |                                                  |                                                  |
|  | Canada                                                                       | 0                                                                                  |                                                                                   |                                  |                                                                        |                                                                        |  |  |                                                                    |                                                                    |  |  |                                                  |                                                  |
|  | Canada                                                                       | 0                                                                                  |                                                                                   |                                  |                                                                        |                                                                        |  |  |                                                                    |                                                                    |  |  |                                                  |                                                  |
|  |                                                                              | Mexique                                                                            | 5                                                                                 |                                  |                                                                        |                                                                        |  |  |                                                                    |                                                                    |  |  |                                                  |                                                  |
|  | Mexique                                                                      | Mexique                                                                            | 5                                                                                 |                                  |                                                                        |                                                                        |  |  |                                                                    |                                                                    |  |  |                                                  |                                                  |
|  | Demi-finale Amériques                                                        |                                                                                    |                                                                                   |                                  |                                                                        |                                                                        |  |  |                                                                    |                                                                    |  |  |                                                  |                                                  |
|  | Bye                                                                          |                                                                                    |                                                                                   |                                  |                                                                        |                                                                        |  |  |                                                                    |                                                                    |  |  |                                                  |                                                  |
|  | Mexique                                                                      | 0                                                                                  |                                                                                   |                                  |                                                                        |                                                                        |  |  |                                                                    |                                                                    |  |  |                                                  |                                                  |
|  | Mexique                                                                      | 0                                                                                  | Quart de finale Amériques (14 - 16 juin) Saint-Louis, MO, États-Unis (gazon ext.) |                                  |                                                                        |                                                                        |  |  |                                                                    |                                                                    |  |  |                                                  |                                                  |
|  |                                                                              | États-Unis                                                                         | 5                                                                                 |                                  |                                                                        |                                                                        |  |  |                                                                    |                                                                    |  |  |                                                  |                                                  |
|  | États-Unis                                                                   | États-Unis                                                                         | 5                                                                                 | 5                                |                                                                        |                                                                        |  |  |                                                                    |                                                                    |  |  |                                                  |                                                  |
|  | États-Unis                                                                   |                                                                                    |                                                                                   | 5                                |                                                                        |                                                                        |  |  |                                                                    |                                                                    |  |  |                                                  |                                                  |
|  | Philippines                                                                  | 0                                                                                  |                                                                                   | Challenge round 26 - 30 décembre | Challenge round 26 - 30 décembre                                       |                                                                        |  |  |                                                                    |                                                                    |  |  |                                                  |                                                  |
|  | Philippines                                                                  | 0                                                                                  | États-Unis                                                                        | Challenge round 26 - 30 décembre | Challenge round 26 - 30 décembre                                       |                                                                        |  |  |                                                                    |                                                                    |  |  |                                                  |                                                  |
|  |                                                                              |                                                                                    | Challenge round Melbourne, Australie (gazon ext.)                                 |                                  |                                                                        |                                                                        |  |  |                                                                    |                                                                    |  |  |                                                  |                                                  |
|  |                                                                              | Nouvelle-Zélande                                                                   | F                                                                                 |                                  |                                                                        |                                                                        |  |  |                                                                    |                                                                    |  |  |                                                  |                                                  |
|  | Bye                                                                          | Nouvelle-Zélande                                                                   | F                                                                                 |                                  | Australie                                                              | 0                                                                      |  |  |                                                                    |                                                                    |  |  |                                                  |                                                  |
|  | Bye                                                                          |                                                                                    |                                                                                   |                                  | Australie                                                              | 0                                                                      |  |  |                                                                    |                                                                    |  |  |                                                  |                                                  |
|  | Nouvelle-Zélande                                                             |                                                                                    |                                                                                   | États-Unis                       | 5                                                                      |                                                                        |  |  |                                                                    |                                                                    |  |  |                                                  |                                                  |
|  | Nouvelle-Zélande                                                             |                                                                                    |                                                                                   | États-Unis                       | 5                                                                      |                                                                        |  |  |                                                                    |                                                                    |  |  |                                                  |                                                  |

### Matchs détaillés

#### Huitièmes de finale
Les "huitièmes de finale mondiaux" correspondent aux quart de finales des zones continentales.

#### Quarts de finale
Les "quarts de finale mondiaux" correspondent aux demi-finales des zones continentales.

#### Demi-finales
Les "demi-finales mondiales" correspondent aux finales des zones continentales.

#### Finale du tout venant
| | États-Unis | 5                             | - | 0 | Suède |   |   |
| --- | ---------- | ----------------------------- | - | - | ----- | - | - |
| West Side T.C., New York, NY, États-Unis |            |                               |   |   |       |   |   |
| du 13 au 15 septembre 1946 sur gazon (ext.) |            |                               |   |   |       |   |   |
| \| 1 \| \| Jack Kramer \| 6 \| 6 \| 6 \| \| \| \| 1 \| \| Torsten Johansson \| 2 \| 2 \| 2 \| \| \| \| 2 \| \| Frank Parker \| 6 \| 6 \| 6 \| \| \| \| 2 \| \| Lennart Bergelin \| 0 \| 3 \| 1 \| \| \| \| 3 \| \| Gardnar Mulloy - Bill Talbert \| 3 \| 9 \| 3 \| 6 \| 8 \| \| 3 \| \| L. Bergelin - T. Johansson \| 6 \| 7 \| 6 \| 0 \| 6 \| \| \| \| \| \| \| \| \| \| \| 4 \| \| Jack Kramer \| 6 \| 6 \| 8 \| \| \| \| 4 \| \| Lennart Bergelin \| 2 \| 2 \| 6 \| \| \| \| \| \| \| \| \| \| \| \| \| 5 \| \| Frank Parker \| 9 \| 6 \| 6 \| \| \| \| 5 \| \| Torsten Johansson \| 7 \| 2 \| 1 \| \| \| \| \| \| \| \| \| \| \| \| |            |                               |   |   |       |   |   |
| 1 |            | Jack Kramer                   | 6 | 6 | 6     |   |   |
| 1 |            | Torsten Johansson             | 2 | 2 | 2     |   |   |
| 2 |            | Frank Parker                  | 6 | 6 | 6     |   |   |
| 2 |            | Lennart Bergelin              | 0 | 3 | 1     |   |   |
| 3 |            | Gardnar Mulloy - Bill Talbert | 3 | 9 | 3     | 6 | 8 |
| 3 |            | L. Bergelin - T. Johansson    | 6 | 7 | 6     | 0 | 6 |
| |            |                               |   |   |       |   |   |
| 4 |            | Jack Kramer                   | 6 | 6 | 8     |   |   |
| 4 |            | Lennart Bergelin              | 2 | 2 | 6     |   |   |
| |            |                               |   |   |       |   |   |
| 5 |            | Frank Parker                  | 9 | 6 | 6     |   |   |
| 5 |            | Torsten Johansson             | 7 | 2 | 1     |   |   |
| |            |                               |   |   |       |   |   |

#### Challenge Round
La finale de la Coupe Davis 1946 se joue entre l'Australie et les États-Unis.
| | Australie | 0                            | - | 5 | États-Unis |   |   |
| --- | --------- | ---------------------------- | - | - | ---------- | - | - |
| Stade de Kooyong, Melbourne, Australie |           |                              |   |   |            |   |   |
| du 26 au 30 décembre 1946 sur gazon (ext.) |           |                              |   |   |            |   |   |
| \| 1 \| \| John Bromwich \| 6 \| 1 \| 2 \| 6 \| 3 \| \| 1 \| \| Ted Schroeder \| 3 \| 6 \| 6 \| 0 \| 6 \| \| 2 \| \| Dinny Pails \| 6 \| 2 \| 7 \| \| \| \| 2 \| \| Jack Kramer \| 8 \| 6 \| 9 \| \| \| \| 3 \| \| John Bromwich - Adrian Quist \| 2 \| 5 \| 4 \| \| \| \| 3 \| \| Jack Kramer - Ted Schroeder \| 6 \| 7 \| 6 \| \| \| \| \| \| \| \| \| \| \| \| \| 4 \| \| John Bromwich \| 6 \| 4 \| 4 \| \| \| \| 4 \| \| Jack Kramer \| 8 \| 6 \| 6 \| \| \| \| \| \| \| \| \| \| \| \| \| 5 \| \| Dinny Pails \| 3 \| 3 \| 4 \| \| \| \| 5 \| \| Gardnar Mulloy \| 6 \| 6 \| 6 \| \| \| \| \| \| \| \| \| \| \| \| |           |                              |   |   |            |   |   |
| 1 |           | John Bromwich                | 6 | 1 | 2          | 6 | 3 |
| 1 |           | Ted Schroeder                | 3 | 6 | 6          | 0 | 6 |
| 2 |           | Dinny Pails                  | 6 | 2 | 7          |   |   |
| 2 |           | Jack Kramer                  | 8 | 6 | 9          |   |   |
| 3 |           | John Bromwich - Adrian Quist | 2 | 5 | 4          |   |   |
| 3 |           | Jack Kramer - Ted Schroeder  | 6 | 7 | 6          |   |   |
| |           |                              |   |   |            |   |   |
| 4 |           | John Bromwich                | 6 | 4 | 4          |   |   |
| 4 |           | Jack Kramer                  | 8 | 6 | 6          |   |   |
| |           |                              |   |   |            |   |   |
| 5 |           | Dinny Pails                  | 3 | 3 | 4          |   |   |
| 5 |           | Gardnar Mulloy               | 6 | 6 | 6          |   |   |
| |           |                              |   |   |            |   |   |